# QV74
QV 74 est un des tombeaux situé dans la vallée des Reines, dans la nécropole thébaine, sur la rive ouest du Nil face à Louxor en Égypte.
C'est à l'origine celui d'une princesse, fille de Ramsès II, puis réellement utilisée par Douatentopet, reine égyptienne de la XXe dynastie, épouse du pharaon Ramsès IV et mère de Ramsès V.

## Description
QV 74 est située sur le côté nord du ouadi principal, à côté d'autres tombes de la XIXe dynastie, QV71 et QV73.
L'entrée de la tombe se fait par une longue rampe qui mène à une première chambre qui a deux piliers et une chambre latérale à l'est. Au fond de cette première chambre, dans l'axe de l'entrée, un petit escalier descend dans la chambre funéraire, voûtée, qui contenait à l'origine deux piliers, dont l'un s'est effondré. Une fosse au fond donne accès à une petite chambre inférieure, creusée dans le sol de la chambre funéraire.
La rampe et les chambres sont creusées dans de la marne du versant nord de la vallée. La qualité de la roche étant bonne, a permis de tailler les murs de la tombe de manière relativement droite. Cependant, les sols sont grossièrement taillés dans l'ensemble de la tombe et ne sont peut-être pas finis.
Un grand nombre de plâtres peints en relief subsistent dans toute la tombe, dans un état fragmentaire. On trouve également des vestiges de plâtre sur les murs de la rampe et de petites zones de plâtre peint de part et d'autre de la porte d'entrée.

## Occupation
QV 74 a été construit et décoré pour une fille de Ramsès II mais n'a jamais été occupé. Un portrait de la princesse se trouve dans la première chambre ainsi que la chambre latérale et les titres de la princesse, s3t nswt « Fille du roi », subsistent dans la chambre latérale. Les espaces réservés pour noter le nom de la princesse ont été laissés vides. La grève des ouvriers en l'an 29 du règne de Ramsès III pourrait être à l'origine de la réutilisation de tombes antérieures non occupées : la tombe a donc été utilisée pour la reine Douatentopet. 
Dans les deux chambres à piliers, les titres de la reine ont été repeints et gravés à nouveau lorsque la tombe a été réutilisée. Un schéma de couleurs différent peut également avoir été utilisé dans ces deux chambres, ce qui indique qu'une partie de la décoration a été achevée après la décoration initiale de la XIXe dynastie.
Au cours des XXIIe et XXIIIe dynasties, la tombe a été réutilisée à l'époque romaine comme sépulture commune et la fosse du fond a été creusée. Des vestiges de murs en briques crues ont été relevés par le CNRS lors de fouilles en 1985 dans la porte d'entrée et sur le jambage est de la porte menant à l'escalier, bien que la porte d'entrée n'existe plus.

## Exploration
La tombe a été explorée par Robert Hay, qui a noté en 1826 que la tombe était pleine d'os et de poteries brûlés et a décrit les figures peintes comme « pas très bien exécutées ».
Jean-François Champollion mentionne des peintures murales endommagées par le feu. Des dessins indiquent que la chambre était « remplie d'os et de débris ».
La tombe a été dégagée pour la dernière fois par une équipe franco-égyptienne en 1984, puis entre 1987 et 1988.